# Jeonnam Dragons Football Club
Maillots
Actualités
Dernière mise à jour : 15 décembre 2024.
Le Jeonnam Dragons Football Club (en hangul: 전남 드래곤즈 프로축구단), plus couramment abrégé en Jeonnam Dragons, est un club sud-coréen de football fondé en 1995 et basé dans la ville de Gwangyang, dans la province du Jeolla du Sud (Chunnam est d'ailleurs une abréviation de Cheolla nam-do).

## Palmarès
| Compétitions nationales | Compétitions internationales                                 |
| - Championnat de Corée du Sud - Finaliste : 1997 - Coupe de Corée du Sud (4) : - Vainqueur : 1997, 2006, 2007, 2021 - Finaliste : 2003 - Coupe de la Ligue sud-coréenne (2) : - Vainqueur : 2006, 2010 - Finaliste : 1992, 1994, 1999, 2007. | - Coupe d'Asie des vainqueurs de coupe - Finaliste : 1998-99 |

## Joueurs et personnalités du club

### Entraîneurs
Le tableau suivant présente la liste des entraîneurs du club depuis 1994.
| Rang | Nom            | Période                    |
| ---- | -------------- | -------------------------- |
| 1    | Jung Byung-tak | 24 oct. 1994-27 mai 1996   |
| 2    | Huh Jung-Moo   | 27 mai 1996-14 oct. 1998   |
| 3    | Lee Hoe-taik   | 23 sept. 1999-30 nov. 2003 |
| 4    | Lee Jang-soo   | 16 déc. 2003-5 déc. 2004   |
| 5    | Huh Jung-moo   | 22 déc. 2004-7 déc. 2007   |
| 6    | Park Hang-seo  | 27 déc. 2007-5 nov. 2010   |

| Rang | Nom                     | Période                   |
| ---- | ----------------------- | ------------------------- |
| 7    | Jung Hae-seong          | 10 nov. 2010-10 août 2012 |
| 8    | Yoon Deuk-yeo (intérim) | 10 août 2012-12 août 2012 |
| 9    | Ha Seok-ju              | 16 août 2012-29 nov. 2014 |
| 10   | Roh Sang-rae            | 30 nov. 2014-14 oct. 2016 |
| 11   | Song Kyung-sub          | 14 oct. 2016-20 déc. 2016 |
| 12   | Roh Sang-rae            | 30 déc. 2016-4 déc. 2017  |

| Rang | Nom            | Période                   |
| ---- | -------------- | ------------------------- |
| 13   | Yoo Sang-chul  | 4 déc. 2017-16 août 2018  |
| 14   | Kim In-wan     | 16 août 2018-3 déc. 2018  |
| 15   | Fabiano        | 2 jan. 2019-29 juil. 2019 |
| 16   | Jeon Kyung-jun | 31 juil. 2019-            |

### Joueurs emblématiques
- An Hyo-yeon
- Kang Chul
- Kim Tae-young
- Park Jae-hong
- Roh Sang-rae
- Evgueni Kouznetsov
- Abdoul Salam Sow
- Jean-Kasongo Banza